# Italia (Vorname)
Italia ist ein weiblicher Vorname.

## Herkunft und Bedeutung
Der Name ist italienisch und bedeutet Italien.

## Verbreitung
Die größte Verbreitung erreichte dieser (heute seltene) Name zwischen dem Risorgimento und dem Ersten Weltkrieg.

## Namenstag
19. August

## Varianten
Die männliche Form ist Italio oder Italo.
Eine weitere weibliche Form ist Itala.

## Bekannte Namensträger
- Italia Walter, geb. Bortoluzzi (1921–2001), Ehefrau von Fritz Walter